# Iris Runge
Iris Anna Runge (1 de junio de 1888 - 27 de enero de 1966) fue una matemática  y física alemana.

## Vida y trabajo
Iris Runge era la mayor de los seis hijos del matemático Carl Runge. Comenzó a estudiar física, matemáticas y geografía en la Universidad de Gotinga en 1907, con el objetivo de convertirse en profesora. En aquella época, sólo asistía a las clases, ya que las mujeres no podían estudiar formalmente en las universidades prusianas hasta 1908-1909. Asistió a las clases impartidas por su padre y pasó un semestre en la Universidad Ludwig Maximilians de Múnich trabajando con Arnold Sommerfeld, lo que dio lugar a su primera publicación, Anwendungen der Vektorrechnung auf die Grundlagen der Geometrischen Optik ("Aplicaciones de los cálculos vectoriales a los fundamentos de la óptica geométrica") en Annalen der Physik ("Anales de Física"). Tras aprobar sus exámenes estatales (examen de profesorado superior) en 1912, dio clases en varias escuelas (Lyzeum Göttingen, Oberlyzeum Kippenberg, cerca de Bremen). En 1918 volvió a la universidad para estudiar química. En 1920 se presentó al examen complementario para profesores. En 1920, trabajó como profesora en la Schule Schloss Salem. Se doctoró en 1921 bajo la dirección de Gustav Tammann, con una disertación titulada Über Diffusion im festen Zustande ("Sobre la difusión en el estado sólido"). Como estudiante, fue asistente personal de Leonard Nelson. Durante la agitación política en Alemania tras la Primera Guerra Mundial, participó activamente en la campaña electoral del Sozialdemokratische Partei Deutschlands (Partido Socialdemócrata de Alemania, SPD), que en aquel momento implantó el sufragio femenino en Alemania. Se afilió al partido en 1929.
En 1923 dejó la docencia y trabajó en Osram como matemática industrial. Ellen Lax, quien obtuvo su doctorado en 1919 con Walther Nernst, fue colega de Runge allí. Allí, de acuerdo con los productos de la empresa (bombillas y tubos de radio ), trabajó en problemas de conducción de calor, emisión de electrones en tubos y estadísticas para el control de calidad en la producción en masa. Sobre el último tema, Runge fue coautora de un libro de texto estándar en ese momento. En 1929, fue ascendida a alta funcionaria de la empresa. Desde 1929 estuvo en el departamento de tubos de radio, y después de que Telefunken adquiriera el departamento en 1939, pasó a trabajar en la nueva empresa hasta la disolución del laboratorio en 1945.
Después de 1945, enseñó en el centro de educación de adultos en Spandau y fue asistente de investigación en la Universidad Técnica de Berlín. En 1947 obtuvo el título de profesora en la Universidad Humboldt de Berlín . Su conferencia inaugural se tituló Über das Rauschen von Elektronenröhren ("Sobre el ruido en los tubos de electrones"); sus trabajos publicados fueron aceptados en lugar de una tesis de habilitación. En 1947, le ofrecieron un puesto de profesora allí, y trabajó hasta 1949 como asistente de Friedrich Möglich, presidente de la división de física teórica de la Universidad Humboldt. En noviembre de 1949 fue nombrada profesora y en julio de 1950 se convirtió en profesora con una asignación docente. Fue una de las tres profesoras de la Facultad de Matemáticas y Ciencias Naturales, siendo las otras dos Elisabeth Schiemann y Katharina Boll-Dornberger. A partir de marzo de 1949, también volvió a trabajar a tiempo parcial para Telefunken. En 1952 se convirtió en profesora emérita en la Universidad Humboldt, donde impartió conferencias sobre física teórica hasta el semestre de verano de 1952. Vivió en Berlín Occidental hasta 1965 y luego se mudó a vivir con su hermano a Ulm.
Tradujo el libro ¿Qué son las matemáticas? por Richard Courant (quien estaba casado con una de sus hermanas) y Herbert Robbins al alemán, y escribió una biografía de su padre, Carl Runge und sein wissenschaftliches Werk ("Carl Runge y sus trabajos científicos").

## Publicaciones
- Arnold Sommerfeld, Iris Runge, Anwendungen der Vektorrechnung auf die Grundlagen der Geometrischen Optik ("Aplicaciones de los cálculos vectoriales a los fundamentos de la óptica geométrica "), Annalen der Physik, vol. 340, 1911, págs. 277–298
- Richard Becker, Hubert Plaut, Iris Runge, Anwendungen der mathematischen Statistik auf Probleme der Massenfabrikation ("Aplicaciones de la estadística matemática a problemas de producción en masa"), Springer Verlag 1927
- Iris Runge, Carl Runge und sein wissenschaftliches Werk ("Carl Runge y sus trabajos científicos"), Vandenhoeck y Ruprecht, Göttingen, 1949 (reimpreso de Abh. Akád. sabio Gotinga)